# 수페르코파 데 에스파냐 2020-21
수페르코파 데 에스파냐 2020-21(스페인어: Supercopa de España de Fútbol 2020-21)은 스페인 축구 리그 시스템에 소속된 구단들이 참가하는 연간 슈퍼컵 대회인 수페르코파 데 에스파냐의 37번째 대회로, 전 시즌에 이어 이번에도 4개 구단이 참가했으며, 라 리가와 코파 델 레이 상위 2개 구단이 참가했다.
이번 시즌에 참가한 구단은 라리가 2019-20을 우승한 레알 마드리드, 준우승한 바르셀로나, 그리고 코파 델 레이 2019-20 결승 진출 두 구단인 아틀레틱 빌바오와 레알 소시에다드가 참가했다. 본래 이 대회는 전년도와 마찬가지로 사우디아라비아에서 진행될 예정이었으나, 코로나19 범유행으로 인해 국내에서 진행하기로 변경되었다. 대회 준결승전은 코르도바와 말라가에서 2021년 1월 13일과 14일에 진행되었고, 결승전은 2021년 1월 17일에 세비야의 라 카르투하에서 진행되었다.
아틀레틱 빌바오는 6년 만이자 통산 3번째 대회 우승을 거두었다.

## 참가
대회는 코파 델 레이 2019-20의 결승 진출 구단 둘(스페인의 코로나19 범유행으로 당시 결승전이 치러지지 않고, 2021년 4월이 되어서야 진행되었다)과 코파 델 레이를 통해 진출권을 획득하지 못한 나머지 상위 라리가 2019-20 구단 둘이 참가했다.

### 참가 구단
다음 4개 구단이 대회에 참가했다.
| 구단            | 자격                           | 진출 횟수 | 최근 대회 성적 | 역대 성적 | 역대 성적 | 역대 성적 |
| 구단            | 자격                           | 진출 횟수 | 최근 대회 성적 | 우승      | 준우승    | 준결승    |
| --------------- | ------------------------------ | --------- | -------------- | --------- | --------- | --------- |
| 레알 소시에다드 | 코파 델 레이 2019-20 결승 진출 | 2회       | 1982년 우승    | 1         |           |           |
| 아틀레틱 빌바오 | 코파 델 레이 2019-20 결승 진출 | 5회       | 2015년 우승    | 2         | 2         |           |
| 레알 마드리드   | 라리가 2019-20 우승            | 17회      | 2019-20 우승   | 11        | 5         |           |
| 바르셀로나      | 라리가 2019-20 준우승          | 25회      | 2019-20 준결승 | 13        | 10        | 1         |

## 추첨
추첨식은 2020년 12월 17일, 스페인 왕립 축구 연맹의 본부인 축구 도시에서 진행되었다. 추첨의 제약 요소로는 레알 마드리드와 바르셀로나는 준결승 맞대결을 펼칠 수 없다는 것이었다.

## 경기
아래의 시간은 중앙유럽 표준시 (UTC+01:00)을 기준으로 되어 있다.

### 대진표
|  | 준결승전                   | 준결승전             |                          |   | 결승전 | 결승전 |
|  |                            |                      |                          |   |        |        |
|  | 2021년 1월 13일 – 코르도바 |                      |                          |   |        |        |
|  |                            |                      |                          |   |        |        |
|  | 레알 소시에다드            | 1(2)                 |                          |   |        |        |
|  | 레알 소시에다드            | 1(2)                 | 2021년 1월 17일 – 세비야 |   |        |        |
|  | 바르셀로나 (승)            | 1(3)                 |                          |   |        |        |
|  | 바르셀로나 (승)            | 1(3)                 | 바르셀로나               | 2 |        |        |
|  | 2021년 1월 14일 – 말라가   |                      | 바르셀로나               | 2 |        |        |
|  |                            | 아틀레틱 빌바오 (연) | 3                        |   |        |        |
|  | 레알 마드리드              | 아틀레틱 빌바오 (연) | 3                        | 1 |        |        |
|  | 레알 마드리드              |                      |                          | 1 |        |        |
|  | 아틀레틱 빌바오            | 2                    |                          |   |        |        |
|  | 아틀레틱 빌바오            | 2                    |                          |   |        |        |

### 준결승전
| 레알 소시에다드         | 1–1 (연) | 바르셀로나 |
| ----------------------- | -------- | ---------- |
| 오야르사발 51′ (페널티) | 리포트   | 더 용 39′  |
| 승부차기                |          |            |
|                         | 2–3      |            |

| 레알 마드리드 | 1–2    | 아틀레틱 빌바오               |
| ------------- | ------ | ----------------------------- |
| 벤제마 73′    | 리포트 | R. 가르시아 18′, 38′ (페널티) |

### 결승전
| 바르셀로나        | 2–3 (연) | 아틀레틱 빌바오                                 |
| ----------------- | -------- | ----------------------------------------------- |
| 그리즈만 40′, 77′ | 리포트   | 데 마르코스 42′ · 비얄리브레 90′ · 윌리암스 93′ |

### 우승
| 수페르코파 데 에스파냐 2020-21 우승 |
| ----------------------------------- |
| 아틀레틱 빌바오 3번째 우승          |

## 같이 보기
- 라리가 2019-20
- 코파 델 레이 2019-20

## 참고
1. 1 2 3  이 경기는 스페인의 코로나19 범유행에 따라 무관중 경기로 진행되었다.